# صعوه کوهی

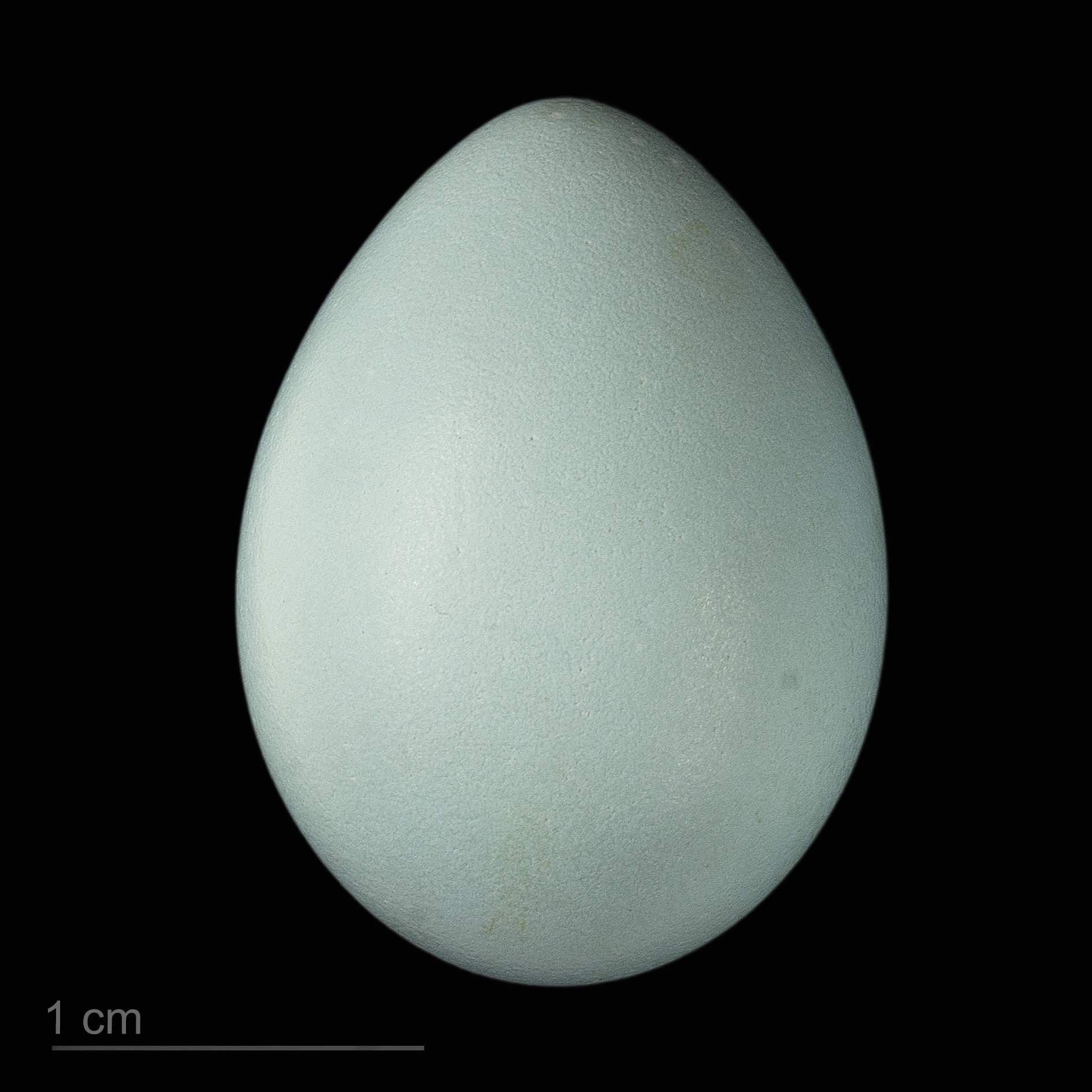
Prunella collaris collaris

صعوه کوهی(نام علمی: Alpine Accentor) یا (نام علمی: Prunella Collaris) گونه‌ای صعوه است که شبیه چکاوک است. درازای این پرنده آوازخوان ۱۸ سانتی متر است. صعوه کوهی بزرگترین صعوه است که در میان درختان، در کوهستان، لا‌به‌لای صخره‌ها و سنگ‌ها، صخره‌های آلپی، چمنزارها، شیب‌های فرسایش یافته به سر برده و به ندرت در بوته‌زارهای مخروبه دیده شده و در سوراخ‌های صخره‌ها یا زیر گیاهان آشیان می‌سازد. در ایران، بومی و فراوان است و اخباری مبنی بر تولید مثل آن در کوه‌های کپه داغ گزارش شده‌است.